# Пандолфо Малатеста
Вижте пояснителната страница за други личности с името Пандолфо Малатеста.
Пандолфо Малатеста (на италиански: Pandolfo Malatesta; * 1390, Римини; † 1441, Ферара) от род Малатеста, е италиански епископ на Бреша и Кутанс (1418 – 1424) и латински архиепископ на Патра (1424 – 1441).

## Живот
Той е третият син на Малатеста IV Малатеста (1370 – 1429), господар на Пезаро, и съпругата му Елизабета да Варано (1367 – 1405). Сестра му Клеофа († 1433) се омъжва на 21 януари 1421 г. в Мистра за Теодор II Палеолог (1396 – 1448), деспот на Морея, брат на византийския император Константин XI Палеолог. Брат му Карло (1390 – 1438) се жени през 1428 г. за Витория Колона, племенница на папа Мартин V.
Пандолфо става архидякон на Болоня. Той присъства на Констанцкия събор (1414 – 1418). От 1414 до 1416 г. той е номиниран за апостолски администратор на епископията Бреша. През 1418 г. той е номиниран за епископ на Кутанс. От 1424 г. той е архиепископ на Патра, след Стефан Закария, и барон на Патра.